# Інші монети (серія монет)
Інші монети — пам'ятні та ювілейні монети України, що не увійшли в жодну визначену серію ювілейних та пам'ятних монет, випущених Національним банком України.
|                                                                   |  |  |
| Перша срібна монета серії - 50 років Організації Об'єднаних Націй |  |  |

## Монети в серії
Сюди включені наступні монети:
- Ювілейні монети, присвячені 50-річчю Організації Об'єднаних Націй
- Пам'ятні монети, присвячені 10-річчю Чорнобильської катастрофи
- Ювілейна монета «Софіївка»
- Пам'ятна монета «Монети України»
- Ювілейна монета «Київський Контрактовий ярмарок»
- Пам'ятна монета, присвячена Щорічним зборам Ради Керуючих ЄБРР у Києві 1998 року
- Ювілейна монета «50-річчя Загальної декларації прав людини»
- Ювілейні монети «100 років Львівському театру опери та балету»
- Пам'ятна монета «Добро — дітям»
- Ювілейна монета «70-річчя Дніпровської ГЕС»
- Ювілейна монета «150 років Центральному державному історичному архіву України»
- Ювілейна монета "50 років КБ «Південне»
- Ювілейна монета «50 років входження Криму до складу України»
- Ювілейна монета «Героїчна оборона Севастополя 1854 — 1856 рр»
- Ювілейна монета «50 років членства України в ЮНЕСКО»
- Пам'ятна монета «Атомна енергетика України»
- Ювілейна монета «50 років Київміськбуду»
- Ювілейна монета «60 років членства України в ООН»
- Ювілейна монета «100-річчя з дня заснування Інституту виноградарства і виноробства імені В. Є. Таїрова»
- Ювілейна монета «100 років Чернівецькому музично-драматичному театру ім. О.Кобилянської»
- Ювілейна монета «10 років антарктичній станції „Академік Вернадський“»
- Ювілейна монета «10 років Рахунковій палаті»
- Ювілейна монета «100 років Мотор Січі»
- Пам'ятні монети «Чиста вода — джерело життя»
- Пам'ятна монета «XVI щорічна сесія Парламентської асамблеї Організації з безпеки і співробітництва в Європі»
- Пам'ятна монета «Чумацький шлях»
- Пам'ятна монета «Голодомор — геноцид українського народу»
- Ювілейна монета «200 років курортам Криму»
- Пам'ятна монета «На шляхах до незалежності. Українсько-шведські воєнно-політичні союзи XVII — XVIII ст.»
- Пам'ятна монета «На честь візиту в Україну Вселенського Патріарха Варфоломія І»
- Пам'ятна монета «Тисячоліття монетного карбування у Києві»
- Ювілейна монета «60 років Національному музею Т. Г. Шевченка»
- Пам'ятна монета «Міжнародний рік астрономії»
- Ювілейна монета «60 років Раді Європи»
- Ювілейна монета «75 років Київському академічному театру оперети»
- Пам'ятна монета «165 років Астрономічній обсерваторії Київського національного університету»
- Пам'ятна монета «600-річчя Грюнвальдської битви»
- Пам'ятна монета «Українське лікарське товариство»
- Пам'ятна монета «Київський князь Володимир Великий»
- Пам'ятна монета «День захисника України»
- Ювілейна монета «Кача — етап історії вітчизняної авіації»
- Ювілейні монети «Хрещення Київської Русі»
- Ювілейна монета «150-річчя діяльності українських залізниць»
- Ювілейна монета «20 років СНД»
- Пам'ятні монети «Міжнародний рік лісів»
- Ювілейні монети «200 років Нікітському ботанічному саду»
- Пам'ятна монета «Всесвітній рік кажана»
- Пам'ятна монета «Материнство»
- Ювілейні монети «1025-річчя хрещення Київської Русі»
- Ювілейна монета «100 років Київському науково-дослідному інституту судових експертиз»
- Ювілейна монета «Петля Нестерова»
- Ювілейні монети «150 років Національній філармонії України»
- Ювілейна монета «Будинок Поета (до 100-річчя Будинку М. Волошина)»
- Пам'ятна монета «Джон Джеймс Юз»
- Ювілейна монета «500-річчя битви під Оршею»
- Ювілейна монета «120 років Харківському зоопарку»
- Ювілейна монета «70 років Перемоги. 1945-2015»
- Ювілейна монета «Київський фунікулер»
- Пам'ятні монети «Олешківські піски»
- Ювілейна монета «260 років Київському військовому госпіталю»
- Пам'ятна монета «Пам'яті жертв геноциду кримськотатарського народу»
- Пам'ятна монета «Кінний трамвай»
- Пам'ятна монета «Геодезична дуга Струве»
- Пам'ятна монета «100-річчя боїв легіону Українських січових стрільців на горі Лисоня»
- Пам'ятна монета «Україна — непостійний член Ради Безпеки ООН. 2016—2017 рр.»
- Пам'ятна монета «100 років пожежному автомобілю України»
- Пам'ятна монета «Україна починається з тебе»